# Borgarhuset

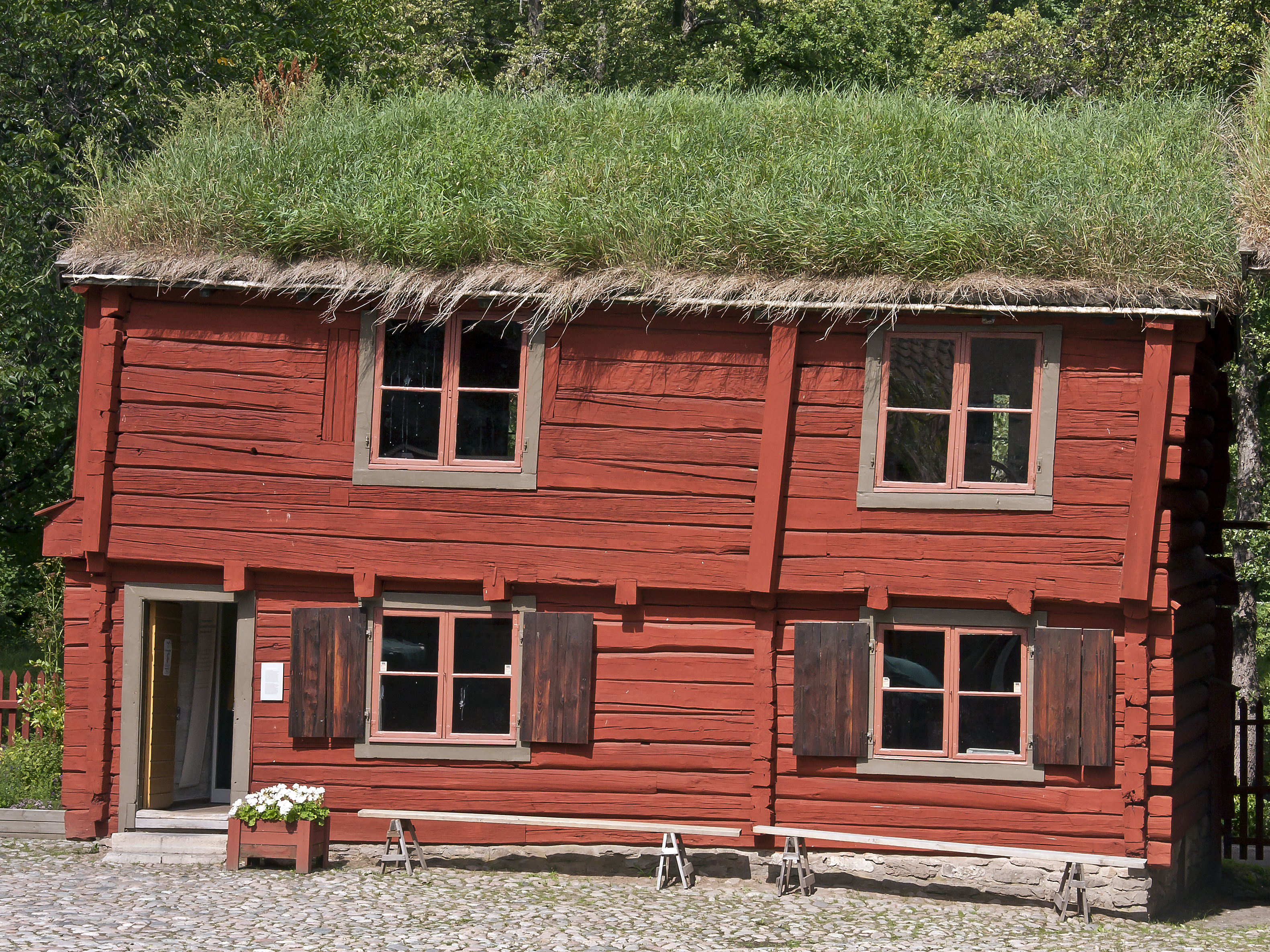
Borgarhuset oder auch Cajsa Wargs hus genannt

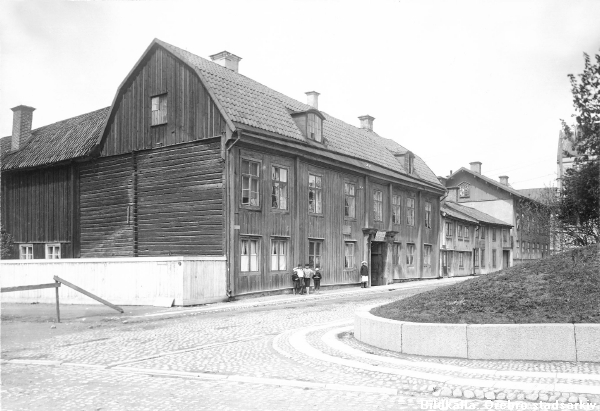
Borgarhuset an seiner ursprünglichen Adresse Kyrkogatan 4 in Örebro. Borgarhuset liegt rechts neben dem Boktryckargården, dem großen Haus in der Bildmitte.

Borgarhuset (dt. Bürgerhaus), auch Cajsa Wargs hus, ist ein Holzhaus aus dem 17. Jahrhundert. Es befindet sich im Freilichtmuseum Wadköping in Örebro in Schweden. Seit 2000 steht es unter Denkmalschutz (byggnadsminne).

## Geschichte
Ursprünglich war das Haus im Zentrum Örebros in der Kyrkogatan 4 gelegen. Es war ein zu einem größeren Hof gehörendes Gästehaus (gästabudsstuga) mit Gästezimmer und in der Oberetage eine Feststube.
Am Anfang des 18. Jahrhunderts gehörte das Haus Anders und Catharina Warg. 1703 bekamen diese eine Tochter, die sie Anna Christina tauften. Christina wurde später unter dem Namen Cajsa Warg als Herausgeberin des Kochbuchs Hjelpreda i Hushållningen för unga Fruentimber bekannt. Das Buch erschien in 14 Auflagen und auch international.
Als das neue Post- und Telegraphen-Haus anstelle des Borgarhuset errichtet werden sollte, gab es zwei Möglichkeiten: Abriss oder Umzug. Man entschied sich für letzteres und das Haus wurde in den Stadtpark (Stadsparken) auf die Lars Bohms udde transportiert. Dort lag es neben der Kungsstugan. Das Haus wurde ein weiteres Mal anlässlich der Errichtung des Freilichtmuseums Wadköping 1965 versetzt.
Das Museum widmet Cajsa Warg im Haus eine Ausstellung namens Cajsa Warg Skafferi.

## Architektur
Das Haus hat zwei Etagen und galt seinerzeit als repräsentatives Heim für eine Bürgerfamilie. Auf jeder Etage gibt es zwei Räume, einen größeren und einen kleineren. Das Haus hatte ursprünglich einen Laubengang für den Zugang zum oberen Stockwerk, aber heute gibt es in den zwei kleineren Räumen eine Treppe im Haus. In der Feststube im Obergeschoss sind prächtige Wand- und Deckengemälde aus dem Anfang des 18. Jahrhunderts erhalten. Die Motive sind Vögel, Weinreben, Zweige mit roten Kirschen, Tulpen und Fantasieblumen.

## Galerie der Ausstellung im Inneren des Hauses

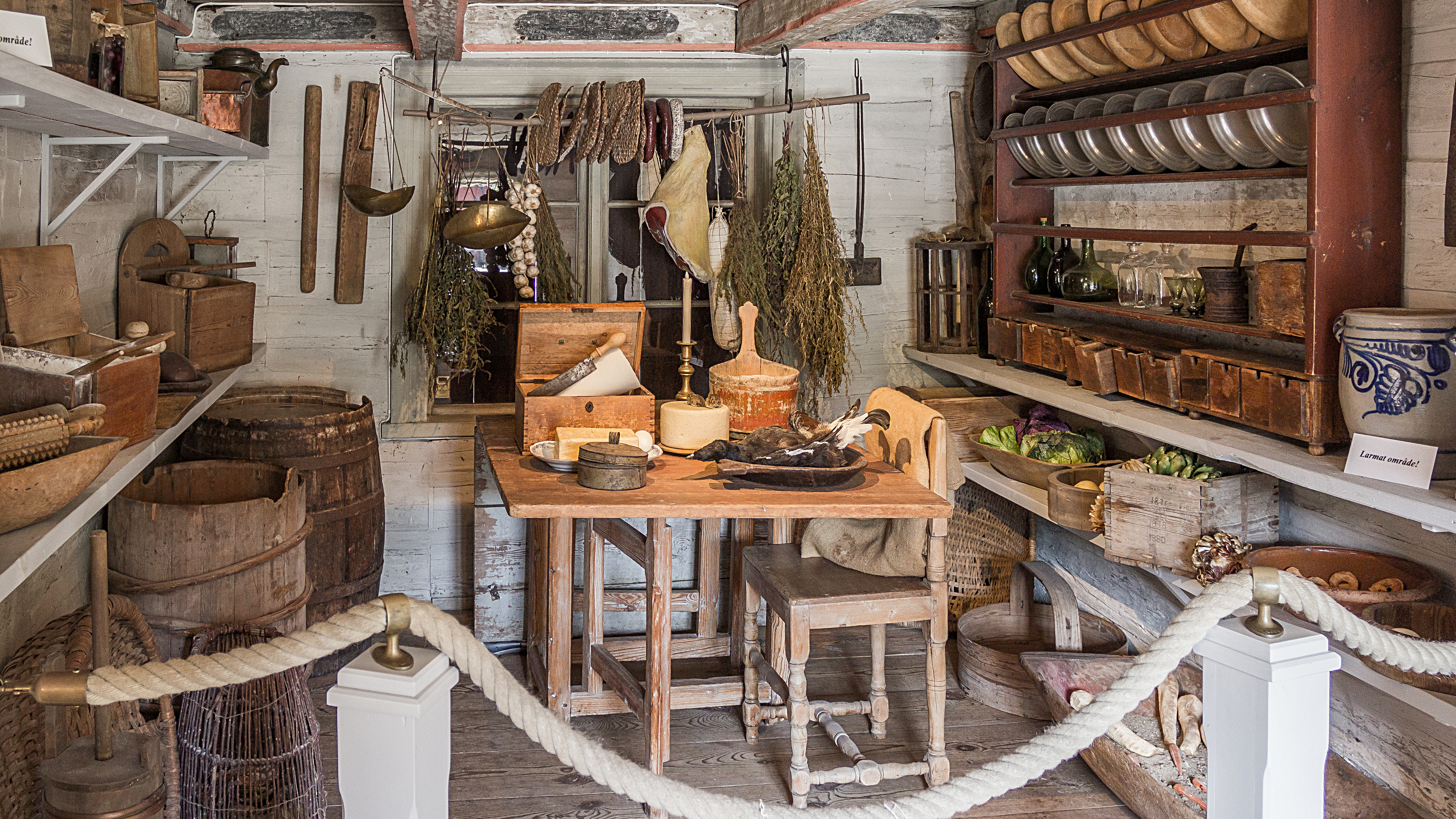
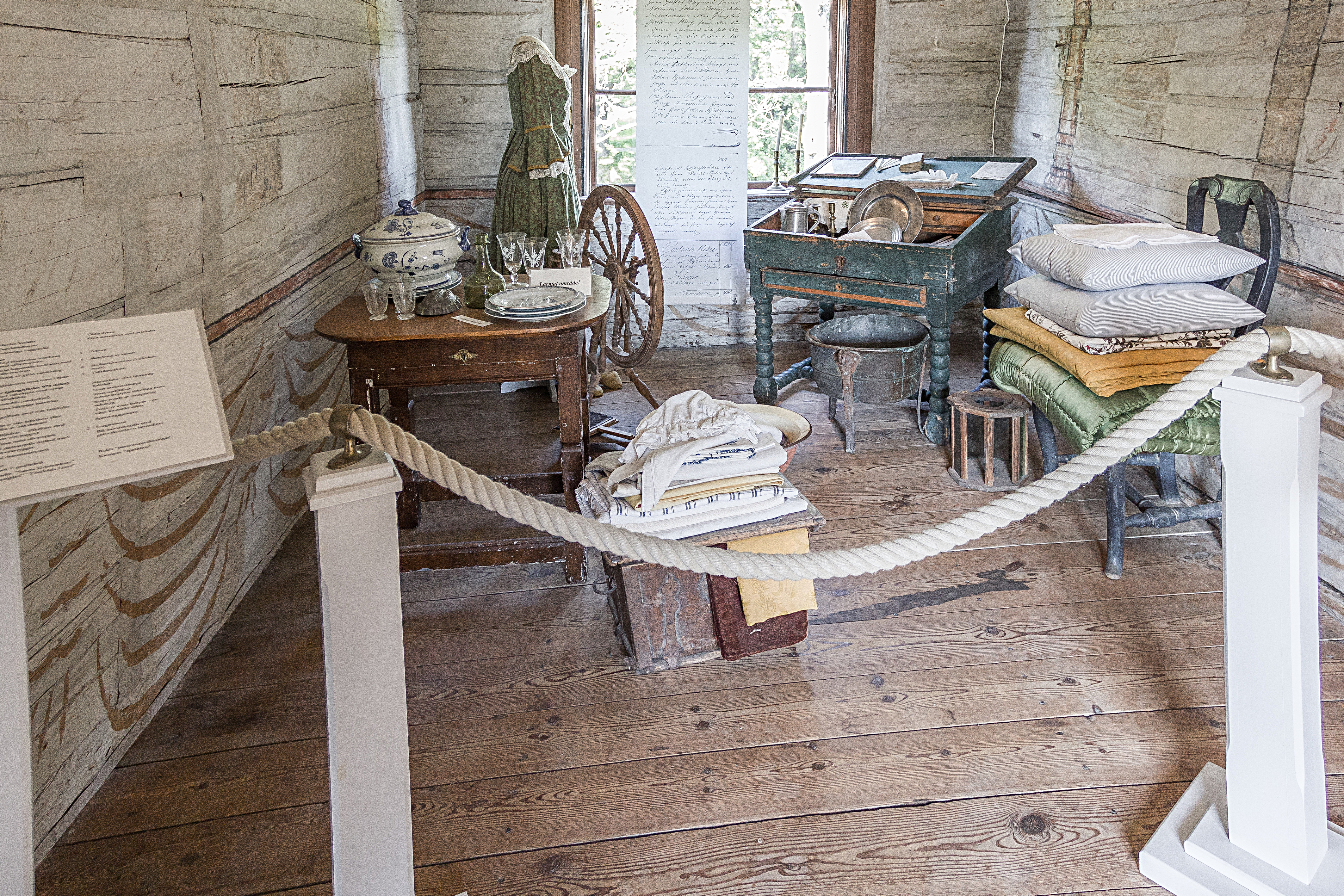
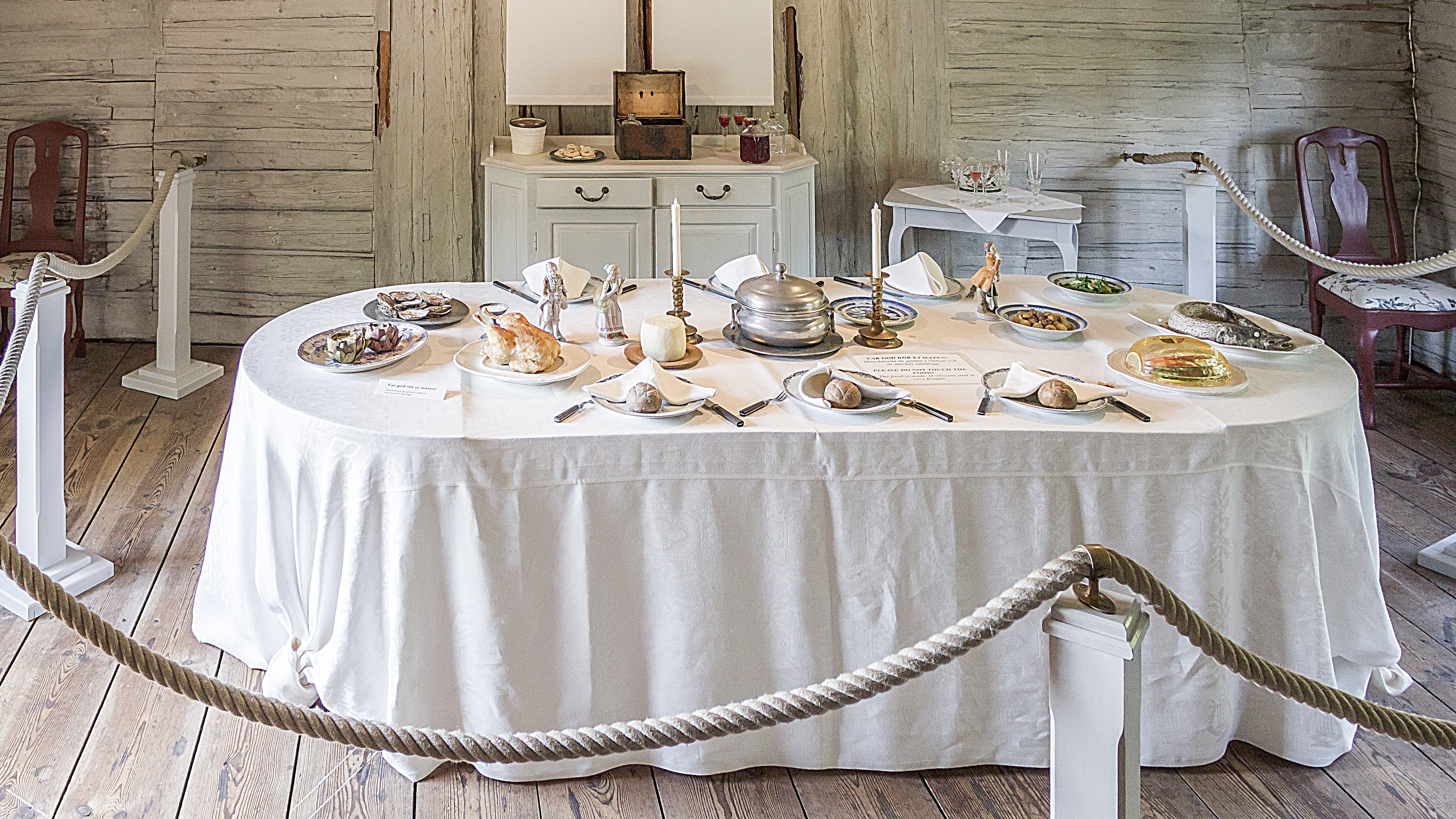